# Phreatoicoides
Phreatoicoides är ett släkte av kräftdjur. Phreatoicoides ingår i familjen Hypsimetopidae.
Kladogram enligt Catalogue of Life:
| Phreatoicoides | \| \| Phreatoicoides gracilis \| \| \| \| \| \| Phreatoicoides longicollis \| \| \| \| \| \| Phreatoicoides wadhami \| \| \| \| |
|                | \| \| Phreatoicoides gracilis \| \| \| \| \| \| Phreatoicoides longicollis \| \| \| \| \| \| Phreatoicoides wadhami \| \| \| \| |
|                | Hyperoedesipus |
|                | |
|                | Hypsimetopus |
|                | |
|                | Nichollsia |
|                | |
|                | Pilbarophreatoicus |
|                | |
|                | Phreatoicoides gracilis |
|                | |
|                | Phreatoicoides longicollis |
|                | |
|                | Phreatoicoides wadhami |
|                | |

|  | Phreatoicoides gracilis    |
|  |                            |
|  | Phreatoicoides longicollis |
|  |                            |
|  | Phreatoicoides wadhami     |
|  |                            |